# Le Temps des Olympiens
Le Temps des Olympiens est une nouvelle de science-fiction de Serge Lehman. La nouvelle a été notamment publiée en France dans le recueil Destination 3001 (2000, réédité en 2003 chez J'ai lu), et dans le recueil Le Livre des ombres.

## Résumé
À des centaines d'années-lumière de la Terre se situe le système stellaire Olympe. Bien qu'éloignés de la Terre, ses habitants et dirigeants respectent les coutumes et usages de la Terre-mère, et le passage à l'an 3000 est préparé avec soin. 
L'ambassadeur de la Terre sur Olympe, Jerry Horn, souhaiterait, pour des motifs qu'on apprendra à la fin de la nouvelle, épouser la très belle Rachel Cisley et accéder ainsi à la noblesse olympienne. Les Olympiens sont en guerre contre des extraterrestres situés dans le système stellaire voisins, qui ressemblent à des lézards et que l'on appelle les « Dragons ». Un événement inattendu contrarie les ambitions de Jerry Horn : Duncan Hayek, chef d'une escadre de vaisseaux olympiens, à la suite d'une audacieuse intervention guerrière, anéantit une station orbitale géante construite par les Dragons. Les pertes sont minimes et les Dragons ont subi un sérieux revers. Le chef suprême du système Olympien prévoit, conformément aux usages, de marier Rachel Cisley à Duncan Hayek le soir du 31 décembre 2999 peu avant le passage à l’an 3000. Les espoirs de Jerry Horn sont donc contrariés. Il conteste le mariage, d'autant plus qu'il prétend être amoureux de Rachel Cisley et que le mariage avec Duncan Hayek répond uniquement aux usages sociaux et ne constitue pas un mariage d'amour. Ses efforts se révèlent vains, malgré sa cour assidue auprès de Rachel et bien que celle-ci déclare ne pas refuser de l'épouser. 
Arrive alors la date fatidique au cours de laquelle le mariage doit avoir lieu. Jerry Horn fait alors une déclaration fracassante. Il explique qu'il avait en sa possession, à bord de son vaisseau spatial d'ambassadeur, deux types de nanotechs : d'une part, de minuscules caméras espion, d'autres des nanotechs auto-réplicants qui dévorent avec voracité tout ce qui est carboné. Ce deuxième type de nanotechs peuvent être programmés avec finesse quant à leur durée de vie et à la masse de carbone à détruire. Il annonce alors qu'il a envoyé un petit vaisseau spatial sur la planète des Dragons, et grâce aux caméras espion, on va pouvoir constater, en direct, ce qu'il se passe sur la planète ennemie. Il allume un écran et l'assemblée réunie découvre avec stupéfaction que la planète des Lézards est assaillie par les nanotechs qui dévorent les extraterrestres (composés de carbone) et qui s'autoreproduisent. L'action des nanotechs, débutée peu de temps auparavant, est bien avancée et il est évident que les Dragons vont être anéantis sous peu. Jerry réclame alors le droit d'épouser Rachel Cisley car, si Duncan Hayek a détruit une station orbitale des Dragons, lui Jerry Horn a anéanti les ennemis des Olympiens et mis fin à la guerre. Alors que Duncan Hayek et le roi olympien tentent de s'interposer, Jerry lance sur eux des coupes contenant des nanotechs, qui les dévorent. Jerry est tué par des gardes royaux. 
Le narrateur de l'histoire indique alors que ce qu'il a raconté jusqu'à présent n'était en quelque sorte que l'introduction à l'immense découverte qu'il a faite peu après en visitant le vaisseau spatial de Jerry. Il découvre que les habitants de la Terre ont « changé » durant les derniers siècles, et que les traditions et usages de la Terre ont tellement évolué qu'il n'y a plus d’espèce humaine ni de culture humaine à proprement parler. Seuls les Olympiens, en raison de leur éloignement et de leur isolement, ont conservé les traditions terriennes et ils étaient bien les seuls à commémorer le passage à l'an 3000 ! C'est ce qui explique que les Terriens n'ont jamais remis aux Olympiens les nanotechs qui auraient pu, depuis bien longtemps, anéantir facilement les Dragons : les habitants et dirigeants du système olympien étaient espionnés depuis très longtemps par des nano-caméras qui retransmettaient la vie quotidienne et les trahisons de cour à la Terre. Les Terriens suivaient donc par procuration la vie des « derniers humains » comme on regarderait un soap opera avec nostalgie !